# オレンジ川植民地

オレンジ川植民地
Orange River Colony (英語)

オレンジ川植民地の位置

オレンジ川植民地（オレンジがわしょくみんち、英語: Orange River Colony）は、南部アフリカのオレンジ川流域（現南アフリカ共和国）にかつて存在したイギリスの植民地である。

## 概要
1902年、オレンジ自由国のイギリス領への併合に伴い成立。1910年、南アフリカ連邦の成立に伴い解消。